# Hart van mijn gevoel
Hart van mijn gevoel is een single uit 1999 van de Nederlandse popgroep De Kast. Het is het tweede nummer van het album Onvoorspelbaar. Het nummer is geschreven door Syb van der Ploeg, Kees Bode, Sytse Broersma, Nico Outhuijse, Peter van der Ploeg en Piet van der Kolk.
De plaat werd in Nederland veel gedraaid op Radio 538, Radio 2 en Radio 3FM en werd een grote hit. De plaat bereikte de 8e positie in de Nederlandse Top 40 en de 9e positie in de Mega Top 100.
In België behaalde de single geen hitnotering in beide Vlaamse hitlijsten.

## Tracklist
1. Hart van mijn gevoel 4:30
2. Na 2000 jaar 4:53

## Hitnoteringen

### Mega Top 100
| "Hart van mijn gevoel" in de Mega Top 100 -- binnen: 06-11-1999 | "Hart van mijn gevoel" in de Mega Top 100 -- binnen: 06-11-1999 | "Hart van mijn gevoel" in de Mega Top 100 -- binnen: 06-11-1999 | "Hart van mijn gevoel" in de Mega Top 100 -- binnen: 06-11-1999 | "Hart van mijn gevoel" in de Mega Top 100 -- binnen: 06-11-1999 | "Hart van mijn gevoel" in de Mega Top 100 -- binnen: 06-11-1999 | "Hart van mijn gevoel" in de Mega Top 100 -- binnen: 06-11-1999 | "Hart van mijn gevoel" in de Mega Top 100 -- binnen: 06-11-1999 | "Hart van mijn gevoel" in de Mega Top 100 -- binnen: 06-11-1999 | "Hart van mijn gevoel" in de Mega Top 100 -- binnen: 06-11-1999 | "Hart van mijn gevoel" in de Mega Top 100 -- binnen: 06-11-1999 | "Hart van mijn gevoel" in de Mega Top 100 -- binnen: 06-11-1999 | "Hart van mijn gevoel" in de Mega Top 100 -- binnen: 06-11-1999 | "Hart van mijn gevoel" in de Mega Top 100 -- binnen: 06-11-1999 | "Hart van mijn gevoel" in de Mega Top 100 -- binnen: 06-11-1999 | "Hart van mijn gevoel" in de Mega Top 100 -- binnen: 06-11-1999 | "Hart van mijn gevoel" in de Mega Top 100 -- binnen: 06-11-1999 | "Hart van mijn gevoel" in de Mega Top 100 -- binnen: 06-11-1999 | "Hart van mijn gevoel" in de Mega Top 100 -- binnen: 06-11-1999 | "Hart van mijn gevoel" in de Mega Top 100 -- binnen: 06-11-1999 | "Hart van mijn gevoel" in de Mega Top 100 -- binnen: 06-11-1999 | "Hart van mijn gevoel" in de Mega Top 100 -- binnen: 06-11-1999 | "Hart van mijn gevoel" in de Mega Top 100 -- binnen: 06-11-1999 | "Hart van mijn gevoel" in de Mega Top 100 -- binnen: 06-11-1999 |
| Week                                                            | 1                                                               | 2                                                               | 3                                                               | 4                                                               | 5                                                               | 6                                                               | 7                                                               | 8                                                               | 9                                                               | 10                                                              | 11                                                              | 12                                                              | 13                                                              | 14                                                              | 15                                                              | 16                                                              | 17                                                              | 18                                                              | 19                                                              | 20                                                              | 21                                                              | 22                                                              | 23                                                              |
| --------------------------------------------------------------- | --------------------------------------------------------------- | --------------------------------------------------------------- | --------------------------------------------------------------- | --------------------------------------------------------------- | --------------------------------------------------------------- | --------------------------------------------------------------- | --------------------------------------------------------------- | --------------------------------------------------------------- | --------------------------------------------------------------- | --------------------------------------------------------------- | --------------------------------------------------------------- | --------------------------------------------------------------- | --------------------------------------------------------------- | --------------------------------------------------------------- | --------------------------------------------------------------- | --------------------------------------------------------------- | --------------------------------------------------------------- | --------------------------------------------------------------- | --------------------------------------------------------------- | --------------------------------------------------------------- | --------------------------------------------------------------- | --------------------------------------------------------------- | --------------------------------------------------------------- |
| Nummer                                                          | 90                                                              | 39                                                              | 28                                                              | 23                                                              | 20                                                              | 17                                                              | 14                                                              | 13                                                              | 11                                                              | 9                                                               | 9                                                               | 10                                                              | 13                                                              | 14                                                              | 17                                                              | 20                                                              | 26                                                              | 38                                                              | 44                                                              | 51                                                              | 60                                                              | 72                                                              | 87                                                              |

### NPO Radio 2 Top 2000
| Nummer met noteringen in de NPO Radio 2 Top 2000 | '05  | '06 | '07 | '08  | '09  | '10 | '11 | '12  | '13 | '14  | '15  | '16  | '17  | '18  | '19  | '20  | '21  | '22  | '23  | '24  |
| ------------------------------------------------ | ---- | --- | --- | ---- | ---- | --- | --- | ---- | --- | ---- | ---- | ---- | ---- | ---- | ---- | ---- | ---- | ---- | ---- | ---- |
| Hart van mijn gevoel                             | 1013 | 758 | 772 | 1185 | 1071 | 509 | 773 | 1042 | 925 | 1022 | 1145 | 1464 | 1497 | 1744 | 1595 | 1671 | 1772 | 1683 | 1805 | 1844 |

1. ↑  Een vetgedrukt getal geeft de hoogste notering aan.
2. ↑  2005 was het eerste jaar met een notering voor dit nummer.